# Striodostomia orewa
Striodostomia orewa is een slakkensoort uit de familie van de Pyramidellidae. De wetenschappelijke naam van de soort is voor het eerst geldig gepubliceerd in 1940 door Laws.